# Дрохва суданська
Дрохва суданська (Lissotis hartlaubii) — вид журавлеподібних птахів родини дрохвових (Otididae).

## Поширення
Область поширення суданської малої дрохви простягається від східного Судану через Ефіопію до північно-західного і південного Сомалі, північно-східній Уганді, північно-західній і південній Кенії до північній Танзанії.

## Зовнішній вигляд
Самець суданської малої дрохви досягає величини 60 см і важить від 15 до 16 кг. Суданська мала дрохва схожа на споріднену дрохву — Lissotis melanogaster. Низ спини, надхвістя і хвіст чорні. У самиці голова і потилиця кремового кольору з темними коричневими мітками. Черево білясте, а хвіст світліший ніж у самця. Курчата кремового кольору зі світлими і темними мітками.

## Спосіб життя
Суданська мала дрохва населяє відкриті, високі луки з окремими акаціями на висоті до 1 600 м. У Кенії вона мешкає в більш сухих місцях розповсюдження. В Ефіопії вона воліє савани з низькою травою і акаціями, зустрічається там на висоті до 2 000 м. Суданська мала дрохва зазвичай осілий птах. Проте спостереження за птахами в Серенгеті показали, що вони подорожують по савані між січнем і лютим і між вереснем і жовтнем. В Ефіопії активність гніздування спостерігалася у квітні. У Східній Африці період гніздування під час сезонів дощів в січні і червні, де трава найвища.

## Живлення
Живиться в основному рослинами і безхребетними.